# 三原ほのか
三原 ほのか（みはら ほのか、1994年5月1日 - ）は、日本の元AV女優。ニューゲート所属。
AV業界随一の美巨乳を持つAV女優。

## 来歴
2015年2月、アダルトビデオメーカー・マキシングの専属女優としてAVデビュー。
2015年8月、アタッカーズに専属移籍。
2016年3月に専属解除し、企画単体女優として活動。
「AV OPEN 2016」マニア・フェチ部門にて、『クチ・マ●コ・アナルどの穴でも男汁なら全部飲む! 小便ザーメン3穴ごっくんファック』第2位に輝く。
2021年12月13日、自身のTwitterにて2022年1月30日をもってAV女優を引退する事を発表。

## 人物
埼玉県出身。
趣味は買い物、特技は料理。
父親の影響で家に推理小説がたくさんあり、石田衣良の作品を愛読していた。
小学校3年生の時にオナニーを覚え、中学・高校と暇な時はオナニーをしていた。
高校卒業後はフリーターとしてケーキ屋さんでアルバイト。
初体験は20歳、相手は飲み会で知り合い初めて好きになった彼氏。付き合って1週間後に押しかけて同棲、半年後に初体験。（経験人数は5人）。
首絞、スパンキングの願望はあったがプライベートでは経験なく、AVデビュー後に開花、「AVじゃないとできないプレイがしたい」と語っている。デビュー作で中出し、2作目でぶっかけ、4作目でアナル中出し、ハードプレイもこなすドM女優。

## 出演作品

### アダルトDVD

#### マキシング専属
| 発売日  | タイトル                                                            | 備考             |
| 2015年  | 2015年                                                              | 2015年           |
| ------- | ------------------------------------------------------------------- | ---------------- |
| 2月16日 | 新人 三原ほのか 〜清楚なGカップ美少女がイキナリの中出しデビュー!!〜 | ※Blu-ray同時発売 |
| 3月16日 | 中出しぶっかけ in 変態撮影部屋                                      |                  |
| 4月16日 | 風俗ちゃんねる 39                                                   |                  |
| 5月16日 | 解禁!アナル中出しFUCK                                               |                  |
| 6月16日 | 変態マゾヒスト ボンテージ嬢 イラマチオ調教                          |                  |
| 2016年  |                                                                     |                  |
| 1月16日 | 今すぐヤりたい! 清楚なGカップドM美少女 三原ほのか 5時間             | ※総集編          |

#### アタッカーズ専属
| 発売日  | タイトル                                                   | 備考   |
| 2015年  | 2015年                                                     | 2015年 |
| ------- | ---------------------------------------------------------- | ------ |
| 9月7日  | 強制アナル病棟                                             |        |
| 10月7日 | 愛欲の縄                                                   |        |
| 11月7日 | マニアの生贄                                               |        |
| 12月7日 | 女、貸します。                                             |        |
| 2016年  |                                                            |        |
| 1月7日  | 女体拷問研究所 KARMA 蠢く絶頂の妖怪 女捜査官の狂い哭く正義 |        |

2015年
- 顔バレNG!? 現役名門女子大生AVデビュー（8月7日、Be Free）※「あいり」名義

2016年
- 働くオンナ猟り vol.24 新宿 就活中の美人女子大生編（3月2日、プレステージ）
- 過激すぎるド素人娘 4時間スペシャル 32（3月11日、S級素人）
- 隣の男子校生のオカズにされていると気づいた人妻がその場で馬乗り逆即ハメ（3月17日、ナチュラルハイ）
- 人妻ナンパ自宅中出し vol.9 街行くセレブ人妻をナンパしてAV自宅撮影!旦那のいない家でヤる背徳感まみれの中出し性交!! 人妻6人 in 表参道・自由が丘・田園調布（3月19日、プレステージ）
- 応募S級巨乳人妻 2（4月8日、S級素人）
- 爆乳黒ギャル緊縛真正中出し（4月13日、E-BODY）※「HONOKO」名義
- マンズリ大好き 巨乳淫語 仲居さん（4月21日、グローリークエスト）
- 頑なにAV出演を拒んでいた行きつけのダーツバーでよく会うHちゃんを口説いて撮影に成功。そして勝手に発売!!（4月22日、S級素人）
- 童貞の甥っ子に筆おろしを頼まれ軽い気持ちで引き受けたら想像以上のデカチンを力任せに打ち込まれ連続イキする叔母（5月12日、ナチュラルハイ）
- 人気漫画家ホリユウスケ原画持ち込みリクエスト企画 第1回 青空ザーメンダーツ選手権 素人カップル対抗!クリトリスめがけてぶっかけろ! 負けたら中出しレイプの罰ゲーム（5月12日、ROCKET）
- 完全女体観察4時間スペシャル 2（5月27日、S級素人）
- 媚薬浣腸痴漢 4 2穴中出しSP（6月9日、ナチュラルハイ）
- カメラの前でおしっこする女 3 61人67発（7月7日、グローリークエスト）
- 日焼けした女子大生3人組と冴えない巨チンの僕がまさかのハメまくり1泊2日旅行（7月8日、BAZOOKA）
- 水着素人ガチ軟派4時間スペシャル!!（7月8日、S級素人）
- 募集ちゃんTV×PRESTIGE SELECTION 03（8月12日、プレステージ）
- ハングドランカー 3（8月18日、グローリークエスト）
- クチ・マ●コ・アナルどの穴でも男汁なら全部飲む! 小便ザーメン3穴ごっくんファック（9月1日、エムズビデオグループ）※AV OPEN 2016 マニア・フェチ部門 エントリー作品
- ひたすら汗 三原ほのか ひたすらシリーズNo.003 (9月16日、プレステージ)
- 恥ずかしいカラダ リアルラブドール (9月24日、HMJM)
- 海の家中出し痴漢 2016（10月6日、ナチュラルハイ）
- 幼なじみ→その妹→姉→母親までも! 突然の挿入で声もだせず家の中に潜む童貞少年に連続でハメられまくった巨乳家族 2（10月20日、ナチュラルハイ）
- 喉鳴き号泣オーガズム (11月4日、ワープエンタテインメント)
- 昭和女のエレジー 姉弟愛…強制された近親相姦～召集を拒む弟を庇うために伯父や兵隊に犯される姉 ～ 1945 (11月10日、ヒビノ)
- ハミ乳グラマラス リアルラブドールアゲイン (11月26日、HMJM)
- 兄嫁を犯した俺 見せつけられた義姉の美しすぎる躰 (12月8日、ヒビノ)

2017年
- 近親相汗「火照る肉体、蒸れた子宮、ガマンできない親子の本能」 (1月13日、ヴィーナス)
- 三原ほのか 華奢なカラダに極上美乳Gカップ! ハードプレイでイキまくる14本番4時間 (1月16日、MAXING) ※単体ベスト
- 一般男女モニタリングAV 巨乳の女子社員がスケベなコスチュームで上司への過激な超密着型回春マッサージに挑戦! (1月19日、ディープス)
- スペンス乳腺開発クリニック (3月1日、OPPAI)
- 衆人姦視ハードコアBDSM Public Disgrace (3月2日、ROCKET)
- Gカップ 至高の乳房弄り ボイン三原ほのかボックス (3月2日、ABC/妄想族)
- アナルで絶叫!イキまくるGカップ変態看護師 (3月3日、h.m.p)
- 俺にどっちが従順なメイドかアナル・中出し・ごっくんで奉仕して証明しろ。 (3月13日、MOODYZ)
- 混浴温泉痴漢 痴漢師から逃げる巨乳女を捕まえて追い込みピストンでイカセろ! (3月18日、ナチュラルハイ)
- 秘書in… (脅迫スイートルーム) (3月31日、ドリームチケット)
- 絶頂中の男潮をごっくん (4月1日、M's Video Group)
- 人妻ネトラレ中出し20連発 (4月6日、アイエナジー)
- 吐き出すまで突きまくる、史上最狂のイラマチオ (4月13日、えむっ娘ラボ)
- 生尻穴で地域の方々のギン勃ちチ○ポを優しく包みこむすぐアナル課のお仕事 真正中出し (4月20日、SODクリエイト)
- 鬼縛 'きばく' 7 (4月28日、MAD)
- 鉄板女優6名のリアルなプライベート性交 「私、今日はAV女優じゃありません」 (5月1日、TEPPAN)
- 出産して急激に感度があがったママチャリ早漏妻15 乳揺れ騎乗位SP (5月3日、ナチュラルハイ)
- サエない僕を不憫に思った巨乳な姉に｢擦りつけるだけだよ｣という約束で素股してもらっていたら互いに気持ち良すぎてマ○コはグッショリでヌルっと生挿入!「えっ!?入ってる?」でもどうにも止まらなくて中出し! (5月3日、アイエナジー)
- SSS級女優が衝撃ゲロ解禁 (5月7日、ダスッ!)
- イケメンの友達がほろ酔い状態の女の子を僕の部屋に連れて来た！女に無縁の僕にはそれだけで大興奮なのに超過激でHな王様ゲームが始まっちゃって…9（5月7日、お夜食カンパニー/妄想族）
- 大好きな姉とラブラブ子作り温泉旅行 (5月18日、アイエナジー)
- 「お願いもうやめて!もう何度もイっちゃてるって言ってるでしょう!」イってもイってもイキ止まらないハードピストンで義姉がエビ反り連続爆イキ! (5月19日、Hunter)
- 旦那が出張で不在だった24時間…男を自宅に連れ込みひたすら中出し求めた巨乳妻 (5月26日、人妻花園劇場)
- バイト休憩中の1時間!「赤ちゃんできてもいい…もう生でしてください」初めて職場で経験するセックスに興奮しすぎて中出し志願! (6月1日、SODクリエイト)
- ストレスが溜まりまくる保育士は超性欲旺盛で欲求不満のヤリマン巨乳女子だらけだった! (6月7日、Hunter)
- 寝ている姉にイタズラしていたら逆に生ハメを求められて、もう発射しそうなのにカニばさみでロックされて逃げられずそのまま中出し!（6月15日、アイエナジー）
- 喉奥属性シャブリスト (6月30日、ワープエンタテインメント)
- 喉奥クリトリスでイキ狂うイラマチオ中毒女 (7月1日、乱丸)
- 誘惑する義母の無防備なノーブラ谷間 (7月1日、ABC/妄想族)
- 巨乳の日本人妻の寝取られ映像 ウチの嫁が黒人英会話講師宅のホームパーティーで…黒人たちに次々と中出しされていた…in品川区○○町○丁目○番地 (7月7日、ディープス)
- お姉さんの爆乳が卑猥すぎて秒殺で悩殺!! (7月8日、unfinished)
- 異常性愛レズビアン ～麻里梨夏 再生。三原ほのか初レズ＆レズアナル解禁編～ (7月19日、レズれ!)
- ナースの告白 白衣のドM願望 (7月25日、Befree)
- 最高の美女姉妹 ～奴隷調教～ (7月25日、h.m.p DRAMA)
- 悶絶腰砕け アナル拷問 (8月13日、MOODYZ)
- 「起きろ…オレ!」寝落ちしたボクだけが知らなかった、結婚間近の彼女と一緒に参加したバイト先の飲み会寝取られ映像。 2 (8月19日、お夜食カンパニー)
- 巨乳過ぎるお姉ちゃんが実はドストライク!!そんなお姉ちゃんと狭いお風呂で二人きりに！！なぜ、そんな事になったかって…?都内で一人暮らししてるお姉ちゃんが久しぶりに実家に帰って来た!お姉ちゃんはすごく優しくて頭も良くて弟のボクが言うのもなんだけど巨乳で… （8月19日、Hunter)
- Faith/Grand Orgasm (8月25日、TMA)
- W脅迫スイートルーム 秘書&スチュワーデスin… (9月1日、ドリームチケット)  ※「AV OPEN 2017」ハード部門 エントリー作品
- 鋼鉄の魔女アンネローゼVS対魔忍アサギ～2大ヒロイン屈辱のアヘ顔陥落～ (9月1日、ZIZ)  ※「AV OPEN 2017」ハード部門 エントリー作品
- 調教された女教師 ドM変態女にさせてあげる (9月8日、オルガ)
- 彼女がバスで痴漢されていたので止めに入ろうとしたら彼女が嬉ションするほど感じてしまい、戸惑って何もできない僕。(9月13日、ROOKIE)
- 美爆乳女優　（9月13日、映天)
- オークに孕むまで輪姦種付け中出しレイプされる美少女たち 3 (9月22日、TMA)
- いつでもどこでも時間停止してコスプレイヤーを犯しまくる撮影会 (10月1日、MOODYZ)
- 失踪した妻からの寝取られビデオレター (10月1日、MOODYZ)
- これで貴方も女を絶対イカせるマン 2 ～アブノーマルSEX編～ (10月7日、MOODYZ)
- アナル寝取られ 夫が挿れてくれない穴に他人棒の侵入を許し心も体も奪われた人妻 (10月7日、溜池ゴロー)
- 時間停止 銭湯の看板娘のヌキなしチンチン洗いにムラっとしてトキトメ中出し (10月7日、M's Video Group)
- おっぱいマニアックス (10月26日、マックス・エー)
- 妻たちの全裸ストライキ!!～団地妻の脱『主婦』宣言!!～ (11月19日、マドンナ)
- Hカップ倉多まおVSGカップ三原ほのか美巨乳バトルロワイヤル～130分ノンストップドキュメント～ (11月25日、マックス・エー)
- 中出し・ごっくん・アナル・陵辱輪姦 - 2017毒針連合スペシャル - (12月1日、M's Video Group)
- W脅迫スイートルームEpisode1.5 秘書&スチュワーデスin… (12月1日、ドリームチケット)
- ナチュラルハイ年末スペシャル 敏感（恥）巨乳痴● 撮り下ろし 総勢10名 豪華版（12月7日、ナチュラルハイ）
- 真・時間が止まる腕時計 パート9 (12月21日、ROCKET)

2018年
- 中出し10連発 (1月12日、ケイ・エム・プロデュース/Million)
- 都合のいい愛人と避妊なしで濃密中出し性交。case01 ほのか (27) (1月14日、アリスJAPAN)
- 美少女機械人形●B×アナル&マ●コ二穴中出しファック×10連続大量ザーメンぶっかけ ほのか (1月26日、TMA)
- アナタの自宅がソープランドに早変わり!!美少女限定 宅配中出しソープ (1月26日、マックス・エー)
- ボディジャックX ブレーンハッカーズ ～君の頭の中のお宝いただきます!～ (3月8日、ROCKET)
- 絶対脱出できない圧迫征服!イラマチオプレス (4月1日、MOODYZ)
- アナル淫語 (4月5日、グローリークエスト)
- 体液がグチョグチョに絡み合う 極太ティルド丸呑みWイラマチオレズビアン (4月13日、MOODYZ)
- 「お願いだから1回だけ…」高齢なのに旦那よりバキバキに反り返る勃起チ○ポの義父を見て子宮が疼くセックスレス妻!本気汁垂れ流しで絶対秘密の逆夜這い!4 (4月13日、V&R PRODUCE)
- 「『おばさんを興奮させてどうするの?』久しぶりに若くて硬い少年チ○ポを見て欲情した巨乳淑女の汗だく反応を見逃すな!」VOL.4 (4月26日、DANDY)
- 大絶頂×大痙攣 悶え狂う中出しガクブルSEX (4月26日、マックス・エー)
- 訪問介護にやってきた優しいホームヘルパーのデカ乳に思わず利用者のチ○ポはフル勃起!責任感じた欲求不満介護士が優しく授乳手コキ!フル勃起が止まらないチ○ポに我慢できず仕事を忘れて馬乗り生挿入!大きなオッパイ激揺れさせながらキンタマスッカラカンになるまで何度も中出し懇願!2 (5月11日、V&R PRODUCE)
- イカセバトルロワイアル ガチ4戦×4時間 (5月26日、マックス・エー)
- 潮漏らし巨乳教師 引き裂きアナル拷姦 (6月1日、V)
- 私立喉じゃくり大学病院 精液吸引採取科 (6月13日、MOODYZ)
- BAZOOKA Premium Legend 三原ほのか 4時間BEST (6月22日、ケイ・エム・プロデュース/BAZOOKA) ※単体ベスト
- 真性ドM＆Gカップ美乳なほのかとイチャLOVE中出しデート (7月25日、マックス・エー)
- 巨乳女囚レズバトル (7月26日、ROCKET)
- スレンダー爆乳美女4人 超絶美ボディのモデル達と夢のような贅沢ハーレムセックス（8月7日、unfinished）
- パートちゃん。発育良すぎ… Hカップ ほのか レンタルビデオ店勤務の「むっちむち」「爆乳」「ドM」三拍子揃ったメガネ地味主婦、店長と絶賛不倫中 (10月13日、ビッグモーカル)
- ボイン大好きしょう太くんのHなイタズラ (11月1日、グローリークエスト)
- 黒人のデカマラで激イカセ連続中出しFUCK! (11月9日、ケイ・エム・プロデュース/REAL)
- TSFふたなり潜入捜査官 (11月22日、ROCKET)
- 人妻アナル奴隷化計画 ～狙われた名門私立シリーホール学園の女教師たち編～ (12月7日、マドンナ)
- 淫語学園JOI地獄 (12月14日、ケイ・エム・プロデュース/REAL)
- 癒しの寸止め淫語で絶頂へ導く回春チャイナエステ (12月14日、ケイ・エム・プロデュース/BAZOOKA)
- 一度でいいから揉んでみたい」無防備に谷間をチラつかせる憧れのデカ乳女上司を昏睡状態にさせてオッパイ鷲掴み!オナホール化した肉便器マ○コに好き放題中出し! (12月14日、V&R PRODUCE)
- 一般男女モニタリングAV 心優しい巨乳の新任教師限定!修学旅行中の男湯で教え子の男子●校生たちのチ○ポの悩みを大きなおっぱいと手コキとフェラで解消してくれませんか!? 2 (12月14日、ディープス)
- Faith/Grand Orgasm 3 セクシーサーヴァント・サマー・フェスティバル  (12月28日、TMA)

2019年
- 女体化スキンSP～皮を被って異性に変身～2019春夏スキンコレクション (2月1日、ROCKET)  ※「AV OPEN 2018」マニア・フェチ部門 エントリー作品
- 狙い目は閑散期!暇な平日昼間のヌキなし健全エステ店は貸切状態! (2月1日、MOODYZ)
- 僕のねとられ話しを聞いてほしい 婦人服チラシのモデルを渋々引き受けたら助平な写真家に下着モデルで撮りまくられて寝盗られた妻 (2月7日、JET映像)
- 妄想アイテム究極進化シリーズ 魂吹き込み憑依銃 3 高飛車巨乳女医とナースのいる病院編 (2月21日、ROCKET)
- Hカップくびれボイン 授乳手コキ発射!乳揺れSEXで乳発射!拘束パイズリで更に乳発射!フィニッシュは乳を貪り大量中出し!! (3月1日、ABC/妄想族)
- おっぱいで超誘惑してくる新人セクキャバ嬢 5 (3月7日、unfinished)
- 原作:あらくれ 超人気NTRコミック実写化! 「故に人妻は寝取られた。」より 嵐の夜に (3月25日、マドンナ)
- 乳首とチ○ポ舐めしゃぶりっ!射精ったら交代！ねっちょり搾り取り追撃ド痴女ハーレム! (4月1日、MOODYZ)
- 「放尿チ○ポを覗き見する巨乳清掃員の顔に勃起チ○ポを押し付けさらにおしっこぶっかけたら…まさかの発情!?」VOL.1 (4月11日、DANDY)
- 鬼三人 マゾ喰いの餌食に堕ちた夢見姫 (6月1日、大洋図書)
- 童貞息子を溺愛するデカ乳母が一緒に入浴!母性溢れるオッパイに興奮した息子を密着泡洗体!触れ合うだけのはずがご無沙汰マ○コはチ○ポ欲…近親相姦中出しSEX!2 (6月14日、V&R PRODUCE)
- 「お兄ちゃんは私たちのもの」 世界で一番コンビネーション中出しSEXをする姉妹の逆3PサンドイッチFUCK (6月19日、ROOKIE)
- 父と娘の近親セックス 酒癖が悪く、親離れも出来ない私はいつもお父さんに迷惑を掛けています。そんなだからあの日も…。 (7月1日、プラネットプラス)
- 三原ほのかコスプレSPECIAL BEST4時間 (7月26日、TMA) ※単体ベスト
- すれ違う男がもれなく二度見するクビレ巨乳の奥さん 清楚ぶった顔してゲス性欲炸裂! (7月27日、シャーク)
- わざわざ「健全店」を謳っているメンズエステ、チクニー野郎にはタマんない不健全っぷり説 (8月2日、ワープエンタテインメント)
- 被虐のマゾ女優 三原ほのか調教記録 (8月2日、ヴァンアソシエイツ) ※単体ベスト
- 夫婦旅行で訪れた旅館の宴会場で下品な団体客に妻がおしゃくをさせられました… (8月7日、JET映像)
- 部屋結界～この中だったら僕の思い通りイヒ!～ (8月22日、SODクリエイト)
- スリップの人妻 (9月1日、プラネットプラス)
- 経験豊富な優しい素人人妻が最高の童貞筆おろし 19 (9月12日、アイエナジー)
- えっちな巨乳お姉さんの淫語かたりかけぐちゅぐちゅ乳首イジリっ放しオナニー 2（9月26日、アイエナジー）
- 美爆乳ローションまみれ!中年ラブ女子大生がM気質さらし大洪水恥辱ファック!! (9月28日、オイスター海運)
- 常に乳首チラ見えメンズエステ (10月10日、アイエナジー)
- 絶対領域痴女ハーレム3  美脚に挟まれ身動きできず何度も中出しされちゃう!! (10月25日、痴女ヘブン)
- TSFふたなり家政婦びんびん洗脳物語～狙われた大金持ちの女系家族～ (11月21日、ROCKET)
- たしか俺たちが見たかったイラマって、元々こんなんだったよな? (11月29日、ワープエンタテインメント) ※単体ベスト

2020年
- ROCKET12周年記念ユーザーリクエスト祭り　妄想アイテム究極進化シリーズ 僕はエロガキ超能力者エスパーベルトでイタズラ三昧（2月20日、ROCKET）
- 隣人の情婦になってしまった妻23 うつくしすぎた裸体（3月7日、JET映像）
- 祝 第2回開催 全裸婚活パーティー（4月9日、SODクリエイト）
- W肉便器 巨乳の若妻達を同時に変態調教した記録 （4月13日、Fitch）
- 【完全主観】癒しの微笑み 巨乳カウンセラーの早漏克服クリニックへようこそ!!（5月15日、ケイ・エム・プロデュース/BAZOOKA）
- 調教肉便器～卑劣なごっくん監禁奴隷地獄～（7月3日、h.m.p）
- 覚醒肉便器 85発の精子と小便 飲ザー飲尿SEX（7月3日、h.m.p）
- 緊縛調教娘 崩れ去った幸せな家庭と平穏な日々 消え去る希望の中で堕ちていく縄調教快楽（8月13日、緊縛調教娘）
- 女王様のリング3～欲望の地下女子プロレズ～（10月8日、ROCKET）
- 深夜のマンションエレベーター 無防備すぎるゴミ捨てノーブラ部屋着の巨乳お姉さんと二人っきり！ 気まずい空気の中でエレベーターが緊急停止！汗で強調された乳首ポチに暴発寸前！（10月13日、ムーディーズ）
- 調教オフィス（11月13日、KMP）
- 「お母さんの代わりに抱いてもいいよ」と服を脱ぐ娘… 成長した我が子の裸を目の当たりにした父親は！？VOL.03（12月11日、KMP）

2021年
- 常に巨乳ひざ枕メンズエステ（1月8日、アイエナジー）
- 突然同居する事になった義姉が「アタシ家ではいつもこうだよ」と巨乳なのにノーブラキャミソール姿なので気になって仕方ない！我慢出来なくなって顔を埋めて揉みまくったら顔を赤らめて抵抗しないので子宮の奥に溜め込んだザーメンをブチまけちゃいました！（4月22日、アイエナジー）
- 三原ほのかの凄テクを我慢できれば生★中出しSEX！（6月1日、ワンズファクトリー）

### アダルトVR
2017年
- オイルエステSEX 最高級射精デトックス（3月30日、ブイワンVR）
- 激ハメ生中出し! 美マンにブチ込め!!（4月26日、ブイワンVR）
- 見つめてしゃぶるWフェラ（5月1日、ブイワンVR）
- パイズリフェラ Gカップ美乳の極上テク（5月9日、ブイワンVR）
- 「ねえ、入れてもイイ? 内緒にするから」 素股で我慢出来なくなった美人デリヘル嬢と秘密のVRセックス（7月28日、KMPVR）
- W復讐スイートルーム（8月1日、ドリームチケット）  ※「VR-1グランプリ 2017」エントリー作品[6]

2018年
- 僕の妹二人が可愛いすぎる! イチャイチャ濃厚中出しSEX（1月23日、AVVR）
- VR長尺 義母ほのか 華奢なカラダにGカップ巨乳、ミニスカートで家事をしている義母さんがエロすぎて性的な目で見てしまう…（1月26日、SODVR）
- 女性用更衣室に間違えて入ってしまい、頭が混乱して気絶してたら… チ●ポだけが勝手にフル勃起!! そびえ立つ勃起チ●ポをみつけてしまった美人お姉さん達がまさかの発情生中出しSEX!（2月7日、KMPVR）
- UTB (鬱勃起) 確定! 大好きなGカップ巨乳彼女がチャラ男フリーターに目の前で寝取られる…（2月21日、KMPVR-彩-）
- 採用倍率50倍超難関!! 「超美人でエロい社長・秘書・OLがいる」と巷で噂の会社に採用!! 入社した瞬間に連続射精!（3月26日、BAZOOKA VR）
- 人のカラダを支配できる秘薬を飲んだ僕が、憧れの女の子に乗りうつって女体化オナニー! さらにイケメン彼氏に憑依して寝取りセックス【生中出し】いつもと様子が違う彼氏 (中身は僕w) を怪しむほのかちゃんを騎乗位と対面座位と覆いかぶさり正常位でイカせまくる!（4月18日、アリスJAPAN VR）
- 両耳でささやき勃起させる ハイパーバイノーラル むっちり爆乳お姉さんが高密着濃厚中出し爆乳ハーレムSEX （4月22日、KMPVR）
- 長尺VR! リアル悪徳エステ体験! 一般客に媚薬を飲ませ高級オイルマッサージで感度覚醒! コリをほぐすだけとグチョグチョに興奮したマ●コを刺激して痙攣するまで生中出し! 2（5月29日、SCOOP VR ）
- 座ってオナニーする男性のための座位たっぷりVR グラインド/結合部見せ/キスしまくり/耳元ささやき/乳揉み/密着抱きつき/背面髪ファサっ/背面抱きしめetc. あらゆる座位をヴァーチャル体験（6月6日、アリスJAPAN VR）
- 会社で噂の超美人巨乳OLと2回戦中出しセックス ～同僚が後ろにいるの隠れながらでも僕のちんぽで執拗に中出しセックスを求めてくる～（7月6日、unfinished）
- 巨乳家庭教師に惚れ薬をこっそり飲ませたら童貞のボクにガチで惚れて愛の告白!! ず～っと密着! 見つめて『好き』『愛してる』何度もささやきながらやさしく筆おろしSEX!（7月20日、DOC VR）
- 爆乳悩殺ボディ秘書の極上ご褒美セックス!（9月15日、BAZOOKA VR）
- 高画質 三原ほのか 夫婦生活に乱入して来た元彼氏が妻を拘束! 目の前で妻が本性を現し「ごめんなさい… 気持ち良い」（9月27日、MAX-A VR）
- 温泉で勃起見せつけ!! 欲求不満な爆乳人妻が勃起ち●ぽに欲情してそのまま風呂場で声我慢セックス!! その後、部屋を訪れてきて、濃厚濃密連続中出し!!（11月28日、SCOOP VR）
- 山奥の田舎に一日一組限定で巨乳のたわわなお姉さん達が極上のご奉仕を行う温泉宿があるとの噂を聞きつけ訪問することに（12月28日、KMPVR-彩-）

2019年
- エッチなポーズと淫語と6シチュエーションで挑発するJOIの館へようこそ（1月30日、TMAVR）
- 「もう入れていいでしょ?」SEXレス解消のために愛するデカ乳妻に媚薬を飲ませると本能覚醒!（4月5日、3D V&R VR）
- 黒パンスト穿いた担任の先生が2人っきりで秘密のオナニー練習! 「いっぱいシコって!」（4月26日、3D V&R VR）
- 劇的高画質 三原ほのか我が家に来た!! 3 玄関開けたらデカ乳Gカップで即デレ即フェラ、生挿入からの2発射! 「もぉーダーリンがそんなに触るから私も我慢できなくなってきちゃったよぉ…」（5月18日、ブイワンVR）
- 女性に不慣れな僕に親切な人妻のフロントホック・ブラVR マドンナ人気シリーズ待望のバーチャル・リアリティ化!!（7月19日、MadonnaVR）
- 僕の部屋がいつの間にか近所の奥様達の溜まり場！ 全員SEXレスで欲求不満らしく昼飲みしてたらムラムラきちゃって我慢できずに僕のチ○コを弄り始めるエロハプニングVR（11月22日、MadonnaVR）

2020年
- 【HQ超高画質】上司の巨乳捜査官と張り込み捜査を開始したアナタ! 暑さで理性が狂っていき… 汗とフェロモンまみれの密室で使命を忘れてパイズリ・中出しSEXに没頭! もう犯人なんてどうでもイイ…ッ!（3月13日、PREMIUM VR）